# 矢島錦助
矢島 錦助（やじま きんすけ、生没年不詳）は、幕末の儒学者、福井藩士。
松平慶永の代に藩儒として仕える。江戸の霊巌島の福井藩下屋敷の学問所に詰めていたという。安政2年（1855年）熊本藩士津田山三郎の発案で、錦助を中心に薩摩藩の西郷隆盛、水戸藩の原田八兵衛、柳河藩の池辺藤左衛門らとともに月に一度の勉強会が開かれることになった。この集いは主に水戸学を基軸に置いたものだったという。
血縁は不明だが、同じ福井藩に同姓の儒学者矢島立軒がいる。